# Рантабе
Рантабе (малаг. Rantabe) — місто та комуна (малаг. kaominina) на Мадагаскарі. Належить до району Мароантсетра, який є частиною регіону Аналанджірофо. Згідно з переписом 2001 року населення комуни оцінювалося приблизно в 20 000 осіб.
Рантабе має річкову гавань. У місті є початкова та неповна середня освіта. Більшість 82% населення комуни складають фермери. Найважливішими культурами є рис і ваніль, а іншими важливими сільськогосподарськими продуктами є кава і гвоздика. Послуги забезпечують зайнятість 12% населення. Крім того, рибальством зайнято 6% населення.

## Дороги
Місто розташоване на дорозі N5.